# Jean-Euphèle Milcé
Œuvres principales
l'alphabet des nuits
Jean-Euphèle Milcé (né à Gonaïves le 14 janvier 1969) est un écrivain et journaliste haïtien. Il écrit des romans, des nouvelles, des essais, des poèmes et des articles en français et en créole.

## Biographie
Jean Euphèle Milcé est né à Gonaïves le 14 janvier 1969. Il a fait ses études à l’Université d’État d’Haïti et à l’Université de Fribourg en Suisse en linguistique appliquée et en gestion de l’information. Pendant plusieurs années, il travaille sur des projets de mise en place d’infrastructures culturelles publiques. Il est actuellement conseiller au Centre Pen Haïti, l’embranchement de l’organisation international qu’il présidait bien avant le mandat de Kettly Mars en janvier 2018. De 1996 à 2000, il dirige la Bibliothèque haïtienne des Pères du Saint-Esprit  et de 2004 à 2006, la Bibliothèque interculturelle de Fribourg, en Suisse. Il collabore également au Département de manuscrit et de la Bibliothèque centrale de l'Université de Lausanne. Il est depuis 2016 Directeur de Publication au quotidien Le National.

### Famille
Jean-Euphèle Milcé est marié à l'écrivaine, poétesse et journaliste haïtienne Emmelie Prophète.

## Œuvres
Romans
- L’Alphabet des nuits. Orbe (Suisse): Campiche, 2004[6],[7].
- Un Archipel dans mon bain. Orbe: Campiche, 2006[8],[9].
- Pase m yon Kou Foli, roman créole. Port-au-Prince: Presses Nationales d’Haïti, 2008[10].
- Les jardins naissent. Montréal: Coups de tête, 2011[11].
- Mes chers petits ombres. Port-au-Prince: L’Imprimeur, 2014[12]

Poésie:
- Jiwèt Van. Port-au-Prince: Pageailée, 1999[13].
- Louvri tan. Port-au-Prince: Editions de l’Île / Bibliyotèk Nasyonal Ayiti, 1999[14].

Essais:
- Préservation et diffusion : deux mondes incompatibles ? : proposition pour la gestion de fonds patrimoniaux en Haïti. Fribourg: Presses de l’Université de Fribourg, 2003.
- En parallèle avec le roman : Mise en perspective des articles publiés par Bernard Clavel. Lausanne: Bibliothèque cantonale et universitaire, 2003.
- Haïti, Naissance d’une île noire. Lausanne: Bibliothèque cantonale et universitaire, 2004.

Ouvrages collectifs:
- « Pòtre » et « Kote apre kote ». Anthologie de la littérature haïtienne: Un siècle de poésie, 1901-2001. Georges Castera, Claude Pierre, Rodney Saint-Éloi et Lyonel Trouillot, éds. Montréal: Mémoire d’encrier, 2003: 303-304.

- « Je mourrai après mon fils ». Mon Roumain à moi. Port-au-Prince: Presses Nationales d’Haïti, 2007: 87-93.

Anthologie Dirigée:
- Hommage aux lettres d’Haïti, numéro spécial de La Nouvelle Revue Française 576 (janvier 2006) préparé par Jean-Euphèle Milcé avec la collaboration d'Emmelie Prophète et présenté par Lyonel Trouillot[15].

## Distinctions
- 2004, Prix Georges Nicole en Suisse pour son roman, l’Alphabet des nuits.[16]
- 2005, Finaliste du Prix Prince Pierre de Monaco avec son roman, l'Alphabet des nuits[17].